# 永宁寺 (洛阳)
永宁寺为北魏皇家寺院，坐落于今洛阳城东三十里的汉魏洛阳故城遗址上，至今仍有遗迹留存。据杨衒之《洛阳伽蓝记》记载，永宁寺始建于孝明帝熙平元年（公元516年），为孝明帝之母灵太后胡氏所立。永宁寺位于“宫前阊阖门南一里御道西。其寺东有太尉府，西对永康里，南界昭玄曹，北邻御史台。”地理位置极其显耀。寺内佛殿，形制仿北魏皇宫之正殿太极殿，内置诸佛像，有丈八金像一尊，环以绣珠、金织、玉石像数尊。做工之精美，巧夺天工，为当世之冠。其余僧房楼观，一千余间，皆雕梁画柱，敷金洒玉，杂种栝柏椿松，蔚为可观。而其中最出名的，即是九层木构浮屠，被称作永宁寺塔。《洛阳伽蓝记》载：“举高九十丈。上有金刹，复高十丈，合去地一千尺。去京师百里，已遥见之。”据传西域菩提达摩，目睹此寺，亦合掌赞叹。至孝武帝永熙三年（公元534年）二月，永宁寺塔为雷火所击，永宁寺亦随之荒废。

## 考古发掘
1979至1994年，中国社会科学院考古研究所前后六次对永宁寺进行考古勘探。